# Firmi
Firmi ist eine französische Gemeinde mit 2.333 Einwohnern (Stand: 1. Januar 2022) im Département Aveyron in der Region Okzitanien. Sie gehört zum Arrondissement Villefranche-de-Rouergue und zum Kanton Enne et Alzou. Die Einwohner werden Firminois genannt.

## Geografie

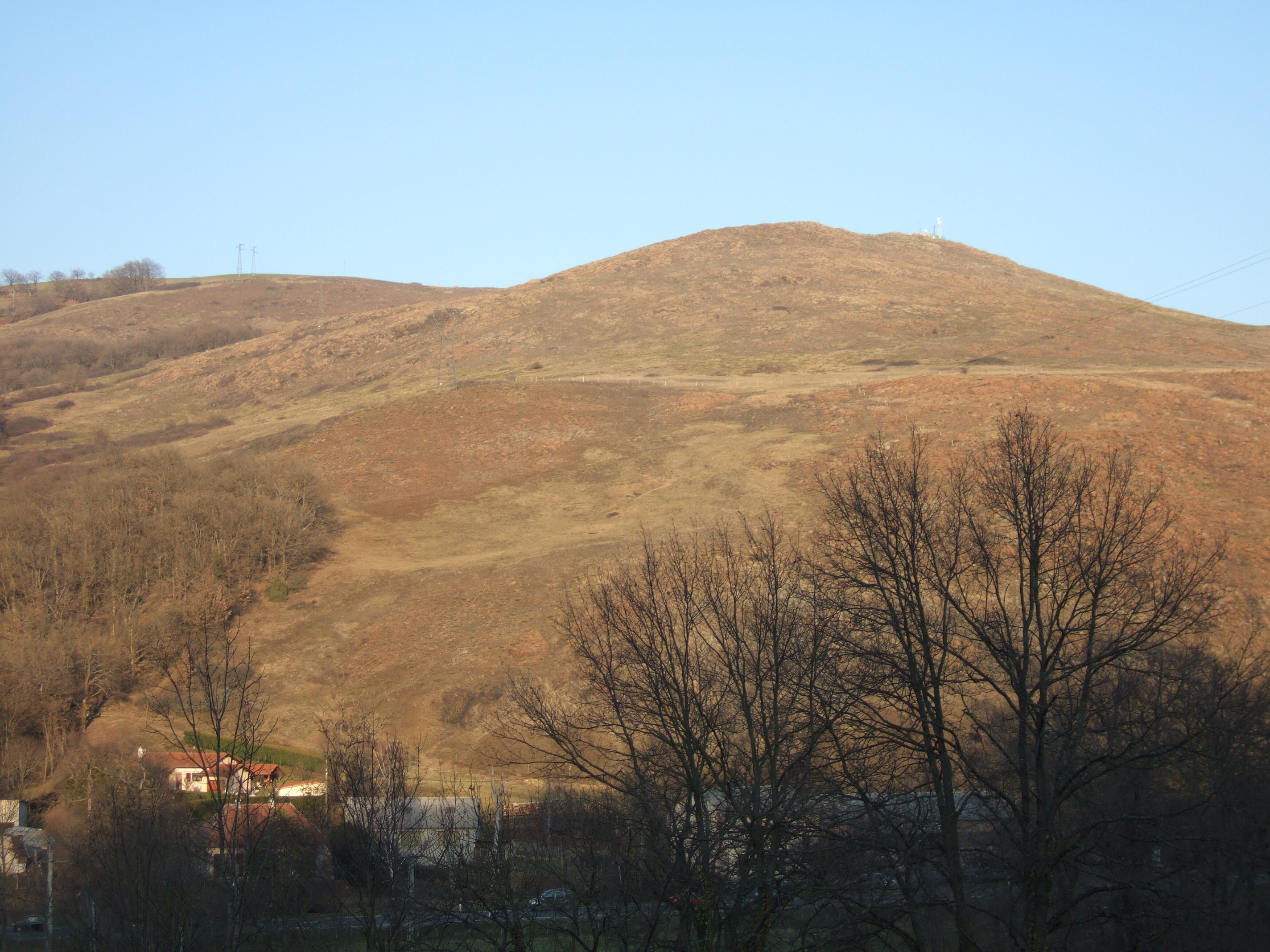
Erhebung Puy de Wolf

Firmi liegt am Fluss Riou Mort. Im Südwesten begrenzt der Enne die Gemeinde. Umgeben wird Firmi von den Nachbargemeinden Almont-les-Junies im Norden, Noailhac im Nordosten, Saint-Cyprien-sur-Dourdou im Osten, Auzits im Südosten und Süden, Cransac-les-Thermes im Süden und Südwesten, Aubin im Westen sowie Decazeville und Flagnac im Nordwesten.

## Geschichte
In Firmi entstand der erste Hochofen in Frankreich, in dem das Eisen zum Schienenbau geschmolzen wurde. 

### Bevölkerungsentwicklung
| Jahr      | 1962 | 1968 | 1975 | 1982 | 1990 | 1999 | 2006 | 2012 | 2019 |
| Einwohner | 3012 | 2667 | 2862 | 2930 | 2728 | 2556 | 2557 | 2463 | 2372 |

## Sehenswürdigkeiten
- Kirche Saint-Saturnin
- Kirche Saint-Blaise et Saint-Amans im Ortsteil La Bessenoits

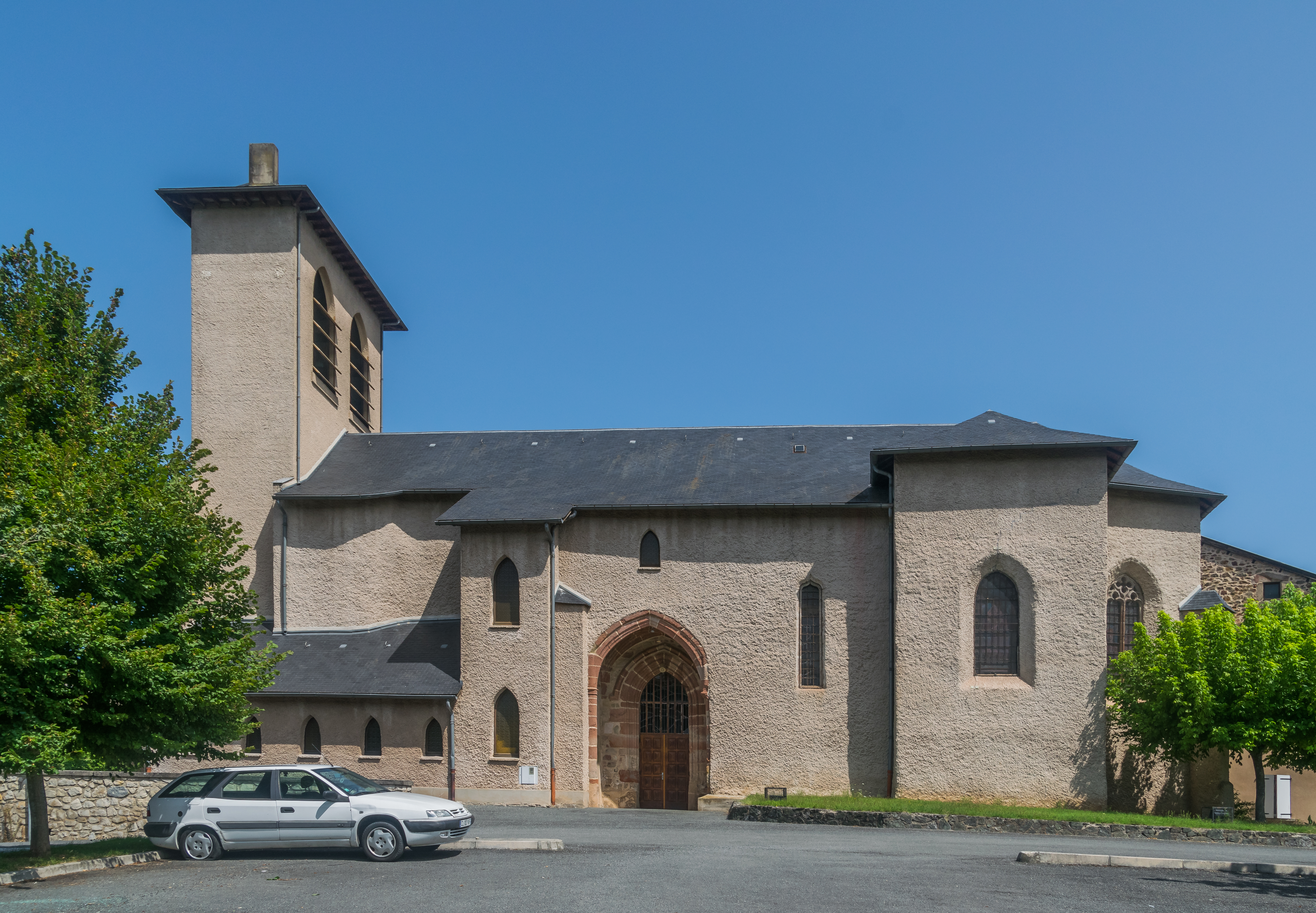
Kirche Saint-Saturnin
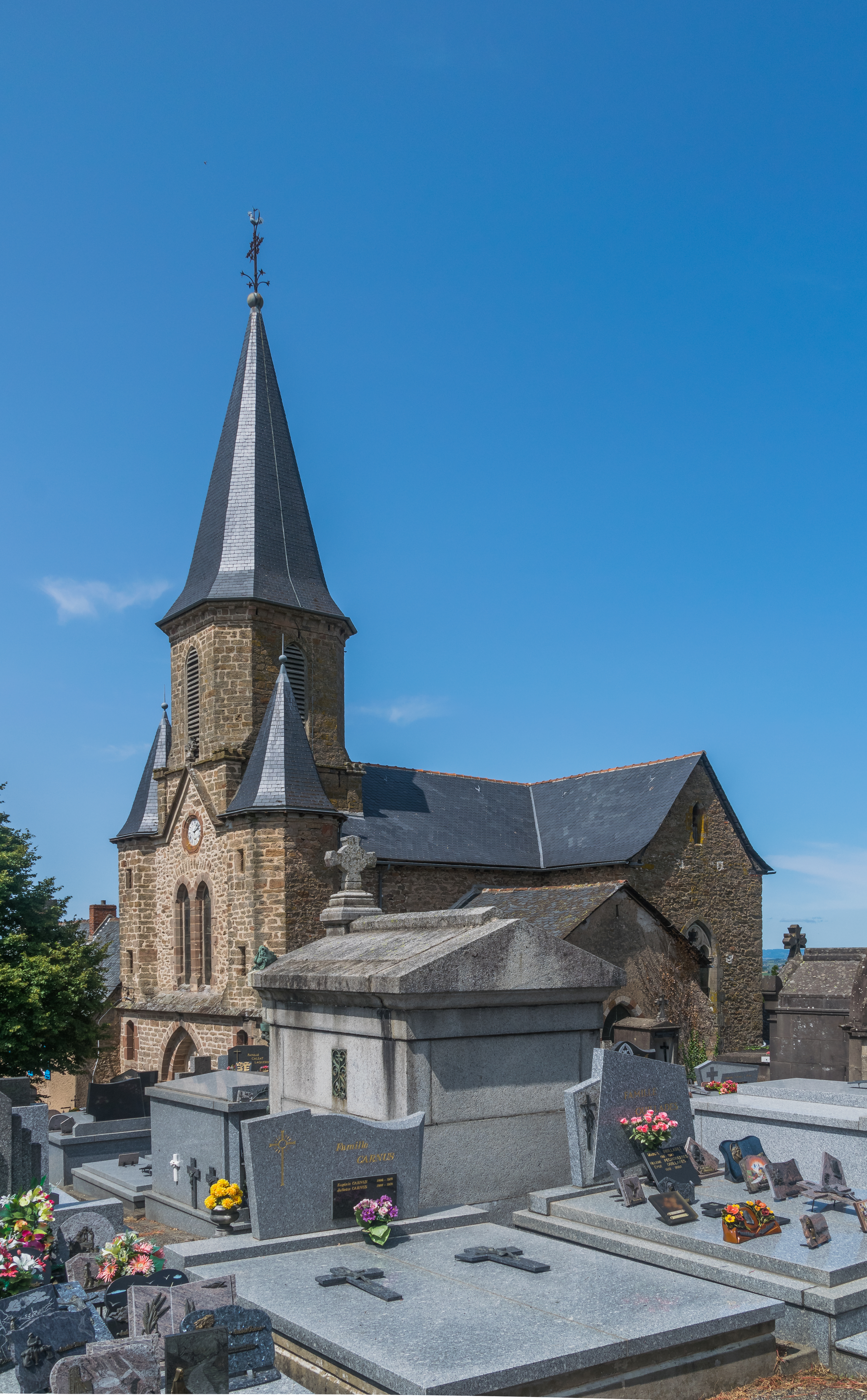
Kirche Saint-Blaise et Saint-Amans